# Idaea thricophora
Idaea thricophora là một loài bướm đêm trong họ Geometridae.